# Manhunt (série de jogos eletrônicos)
Manhunt foi uma série de games publicada pela Rockstar Games. É notável pelo seu conteúdo excessivamente violento. A maior característica da série Manhunt é o fato de que o jogador deve andar furtivamente e executar o inimigo, geralmente se escondendo nas sombras do cenário. A série começou em 2003 e é atualmente composta por dois games. Até 26 de março de 2008, a franquia Manhunt vendeu mais de 1.7 milhões de cópias, de acordo com a Take Two Interactive Software.

## Visão geral
Os estágios individuais de cada parcela do Manhunt são tipicamente referenciados de uma forma que se relaciona com o enredo do jogo. No primeiro jogo, os estágios são chamados de "cenas", que se relacionam com o filme snuff em que o protagonista é forçado a participar. No segundo jogo, os estágios são chamados de "episódios", relacionados ao estado mental e às experiências do protagonista, um paciente mental que escapou. Nesse sentido, a própria jogabilidade no Manhunt 2 é chamada de "tratamento" (por exemplo, em vez de uma opção "Carregar Jogo" no menu principal, a opção é "Continuar Tratamento"). Os jogadores sobrevivem aos estágios despachando inimigos ocasionalmente com armas de fogo, mas principalmente executando-os furtivamente, muitas vezes de forma sangrenta e exagerada. Para executar as execuções, o jogador deve se aproximar de um inimigo por trás, sem ser detectado. Para facilitar isso, cada estágio em ambos os jogos está cheio de "pontos escuros" (sombras onde o jogador pode se esconder). Inimigos não podem ver nas sombras (a menos que eles vejam o jogador realmente entrando na área). Uma técnica padrão em ambos os jogos é se esconder nas sombras e bater em uma parede para atrair a atenção de um inimigo próximo. Quando ele examina a área e está se afastando, o jogador pode emergir das sombras atrás dele e executá-lo.
No primeiro jogo, no final de cada cena, o jogador é classificado com base no seu desempenho e premiado com uma a cinco estrelas. O conteúdo desbloqueável fica disponível somente quando o jogador atinge três ou mais estrelas em um determinado número de níveis. Na dificuldade normal (chamada "Fetish"), o jogador pode ganhar apenas quatro estrelas; um é premiado por completar a cena em um determinado período de tempo, e uma a três estrelas são premiadas com base na brutalidade das execuções realizadas durante a cena. Na dificuldade hard (chamada "Hardcore"), o jogador é graduado em cinco estrelas; um para velocidade, um para três para brutalidade e um para simplesmente completar a cena. Para obter o número máximo de estrelas, um número definido de execuções particularmente brutais deve ser realizado ao longo de cada cena; A luta cara-a-cara não premia estrelas. O sistema de classificação foi retirado da sequência.
Ambos os jogos apresentam três "níveis" de execução, com cada nível progressivamente mais violento e gráfico do que o anterior. As execuções de nível 1 são rápidas e não muito sangrentas, o nível 2 é consideravelmente mais ensanguentado e o nível 3 são assassinatos sangrentos exagerados. O jogador está completamente no controle de qual nível eles usam; uma vez que o jogador tenha bloqueado um inimigo, o reticulo de bloqueio muda de cor ao longo do tempo para indicar o nível; branco (nível 1), amarelo (nível 2) e, finalmente, vermelho (nível 3). Por exemplo, no primeiro jogo, se você estiver usando a sacola plástica, uma morte nível 1 envolve o jogador simplesmente usando a sacola para sufocar o inimigo. Uma matança de nível 2 o envolve colocando a bolsa sobre a cabeça do inimigo e ajoelhando-a repetidamente no rosto. Um nível 3 mata vê-lo estrangular o inimigo e transformá-los para socá-los no rosto, enquanto o inimigo se esforça para libertar-se e ofega por ar. Eventualmente, ele estala o pescoço do inimigo. Para a continuação, embora a jogabilidade básica permanecesse a mesma, numerosas mudanças foram feitas na mecânica. Por exemplo, os jogadores receberam mais opções em termos de execução de inimigos. Assim como os três níveis de execução por arma, os jogadores agora poderiam usar armas de fogo para execuções. Duas outras adições ao sistema de execução foram "execuções ambientais", em que o jogo poderia usar elementos do mundo do jogo (como tampas de bueiro, telefones, caixas de fusíveis, banheiros, etc.) para eliminar oponentes e "pular execuções", onde os jogadores podem atacar inimigos. de cima, saltando de uma saliência.
O sistema de sombras no segundo jogo também foi ajustado. Em Manhunt, a menos que um caçador visse um jogador entrar em uma área de sombra, ele seria incapaz de detectar o jogador dentro dele. Em Manhunt 2, no entanto, a IA inimiga foi expandida, com alguns inimigos mais vigilantes do que outros. Quando se esconde nas sombras, se um inimigo investiga a área, o jogador pode ter que imitar uma combinação de botões ou movimentos (semelhante ao de um quick time event), a fim de regular a respiração do personagem de modo a garantir que ele permaneça Calma e sem ser detectado. Na versão do Wii, o jogador deve manter o controlador completamente parado. Na versão para PC, o jogador deve manter o cursor dentro de um círculo na tela. Escalada e rastreamento também foram adicionados ao jogo para aumentar a sensação de exploração. Outra novidade foi a capacidade de quebrar lâmpadas para criar sombras extras.
Ao longo de ambos os jogos, o jogador pode usar uma grande variedade de armas, incluindo sacolas plásticas, bastões de beisebol, pés-de-cabra e uma variedade de itens com lâminas. Mais tarde, armas de fogo ficam disponíveis em cada jogo. Se o jogador estiver com pouca vida, os analgésicos estão disponíveis em todas as etapas. No primeiro jogo, o jogador também tinha um medidor de resistência que esgota enquanto ele corre, mas reabastece automaticamente quando ele fica parado.

### Configuração
Manhunt é definido em Carcer City, Manhunt 2 em Cottonmouth. Ambas as cidades existem dentro do mesmo universo fictício de Bully e Grand Theft Auto. Ambos os jogos ocorrem em áreas particularmente perigosas da cidade, às vezes na medida em que a área foi totalmente abandonada e posteriormente povoada por criminosos e corrupção, enquanto isolada do resto da cidade. Essas cidades estão cheias de gangues diferentes, distinguíveis pelas roupas de marca do grupo, que servem para diferenciá-las de outras gangues. Essas gangues consistem em criminosos insignificantes, para poderosos sindicatos organizados.

## Jogos

### Manhunt
Manhunt conta a história de James Earl Cash, um criminoso que estava aguardando sua execução no corredor da morte e ao invés disso acaba sendo forçado a participar de uma série de filmes para um ex-produtor de filmes e agora diretor de filmes snuff.
Embora o jogo tenha sido bem recebido pelos críticos, foi proibido na Nova Zelândia, e se envolveu em um frenesi da mídia no Reino Unido, quando foi ligado a um assassinato, embora a polícia finalmente tenha descartado qualquer influência do jogo no crime.

### Manhunt 2
Manhunt 2 conta a história de Daniel Lamb e Leo Kasper. Dois presos que escapam do hospício Dixmor Asylum. O jogo segue-os enquanto tentam descibrir o passado de Daniel, enquanto são caçados por membros de um misterioso grupo conhecido como "The Project".
Manhunt 2 foi originalmente planejado para ser lançado na América do Norte e Europa em julho de 2007, mas o lançamento foi suspenso pela Take-Two (empresa-mãe da Rockstar) quando o jogo foi proibido no Reino Unido, Itália e Irlanda, e recebeu classificação adulta (AO/Adults Only) nos Estados Unidos. Em resposta a isso, a Rockstar editou o jogo, desfocando a tela durante as execuções do jogo e removendo o sistema de pontuação. A esta versão editada foi dada uma classificação M pelo ESRB e foi lançado nos EUA em 29 de outubro de 2007. A versão sem censura mais tarde seria lançada para PC. O BBFC, no entando, se recusou a classificar a versão editada para o mercado do Reino Unido alegando que embora reconheça que algo tenha sido feito, não foi o suficiente, a maioria dos elementos ainda está lá. A Rockstar recorreu da decisão e, finalmente, o Comitê de Recursos de Vídeo votou que o jogo poderia ser lançado na categoria para maiores de 18 anos.
| Título    | Lançamento             | Plataformas                                                          |
| --------- | ---------------------- | -------------------------------------------------------------------- |
| Manhunt   | 18 de novembro de 2003 | PlayStation 2, Xbox, Microsoft Windows, PlayStation 3, PlayStation 4 |
| Manhunt 2 | 29 de outubro de 2007  | PlayStation 2, PlayStation Portable, Wii, Microsoft Windows          |

### Assassinato de Stefan Pakeerah
Em 28 de julho de 2004, Manhunt estava ligado ao assassinato de Stefan Pakeerah (de 14 anos) por seu amigo Warren Leblanc (de 17 anos), em Leicestershire, Inglaterra. Relatos da mídia inicial alegaram que a polícia havia encontrado uma cópia do jogo no quarto de Leblanc, apreendendo-o por evidências, e Giselle Pakeerah, a mãe da vítima, afirmou "Eu acho que ouvi alguns amigos de Warren dizerem que ele era obcecado por esse jogo... Se ele fosse obcecado por isso, poderia muito bem ser que os limites para ele se tornassem bastante nebulosos." O pai de Stefan, Patrick, acrescentou "eles estavam jogando um jogo chamado Manhunt. O modo como Warren cometeu o assassinato é como o jogo é definido, matando pessoas usando armas como martelos e facas. Há alguma conexão entre o jogo e o que ele fez. " Patrick continuou "O objetivo do Manhunt não é apenas sair e matar pessoas É um jogo de pontuação onde você aumenta sua pontuação dependendo de quão violento é o assassinato, o que explica por que o assassinato de Stefan foi tão horrível quanto foi.Se esses jogos influenciam as crianças a sair e matar, então nós não queremos que as lojas vendam esses tipos de jogos." Durante a cobertura da mídia subseqüente, o jogo foi removido das prateleiras por alguns fornecedores, incluindo ramos do Reino Unido e internacionais de GAME e Dixons. Como a mídia especulou que o jogo poderia ser banido completamente, havia uma demanda "significativamente aumentada" tanto para os varejistas quanto para os sites de leilões na Internet.
Logo após o assassinato, o advogado Jack Thompson, que fez campanha contra a violência nos videogames, afirmou que escreveu para a Rockstar depois que o jogo foi lançado, advertindo-os de que a natureza do jogo poderia inspirar mortes, mas foi ignorada. Logo em seguida, a família Pakeerah contratou Thompson com o objetivo de processar a Sony e a Rockstar por 50 milhões de libras em uma alegação de morte por negligência. No entanto, no mesmo dia em que Thompson foi contratado, a polícia oficialmente negou qualquer vínculo entre o jogo e o assassinato, citando como motivo o roubo relacionado às drogas, e revelando que o jogo havia sido encontrado no quarto de Pakeerah não era do Leblanc, como originalmente relatado. O juiz presidente durante o julgamento também colocou responsabilidade exclusiva com Leblanc, sentenciando-o à prisão perpetua. Embora os Pakeerahs e Thompson continuassem a afirmar que o jogo era de Leblanc, o caso deles contra a Sony e a Rockstar foi abandonado logo em seguida.

### Jack Thompson
Após o anúncio de Manhunt 2 em 6 de fevereiro de 2007, o ativista Jack Thompson, jurou proibir o jogo, alegando que a polícia estava errada ao afirmar que Manhunt havia pertencido a Pakeerah e que a Take-Two estava mentindo sobre o incidente.

"foram convidados por indivíduos no Reino Unido para ajudar a parar a distribuição do videogame hip-violento Take-Two / Rockstar, Manhunt 2, naquele país, previsto para este verão. O jogo contará com assassinato e tortura. A última versão permitia sufocar as vítimas com sacolas plásticas. O Manhunt original foi responsável pela morte esmagadora de um jovem britânico por seu amigo que jogou obsessivamente o jogo. O assassino usou um martelo assim como no jogo que ele jogou. Take-Two / Rockstar, antecipando a tempestade de críticas com o lançamento da sequela do simulador de assassinato, está mentindo para o público em ambos os lados da lagoa, afirmando nesta semana que o jogo não tem nada a ver com o assassinato."

Ex-Ativista. Jack Thompson criticou o jogo e outros, como Grand Theft Auto e Counter-Strike, como sendo "simuladores de assassinato" que poderiam inspirar assassinatos de imitadores.
Em 10 de março, ele disse que planejava processar a Take-Two / Rockstar em um esforço para ter ambos Manhunt 2 e Grand Theft Auto IV banidos como "incômodos públicos". No entanto, em 16 de março, a Take-Two fez uma petição aos EUA. Tribunal Distrital, SD FL, para bloquear o processo iminente, com base no argumento de que os videogames adquiridos para entretenimento privado não poderiam ser considerados incômodos públicos. No dia seguinte, Thompson escreveu em seu site; "Eu tenho orado, literalmente, para que o Take-Two e seus advogados fizessem algo tão estúpido, que um passo em falso me permitiria destruir o Take-Two. O buraco que o Take-Two cavou para si mesmo será evidente na próxima semana." Em 21 de março, Thompson entrou com uma ação contra, acusando a Take-Two de múltiplas violações da Lei de Organizações Influenciadas e Corruptas (RICO), bem como um esforço contínuo para violar seus direitos constitucionais, A partir de julho de 2005. Ele também acusou a Entertainment Software Association, a Penny Arcade, a IGN, GamePolitics.com, GameSpot, GameSpy, Eurogamer, Kotaku, Blank Rome e o Departamento de Justiça dos Estados Unidos de colaborar e conspirar com a Take-Two para realizar atividades de extorsão.
A disputa foi finalmente resolvida antes de ir aos tribunais; Thompson concordou em não processar, ameaçar processar ou tentar bloquear a venda ou distribuição de qualquer jogo Take-Two, e não comunicar à Take-Two ou a qualquer loja que vendesse seus jogos qualquer acusação de que tenha cometido uma transgressão ao fazê-lo. Por sua parte, a Take-Two concordou em desistir de um processo anterior, acusando Thompson de desprezo do tribunal a respeito do jogo Bully, que ele tentou banir em 2005.
No entanto, em uma carta datada de 8 de maio, para Kerrii Anderson, CEO da Wendy, Thompson exigiu que o restaurante abandonasse uma promoção com brinquedos infantis projetados após os jogos Wii, Excite Truck, Wii Sports e Super Mario Galaxy, porque o Manhunt 2 estava programado para ser lançado. o console. Um trecho da carta de Thompson afirma; "que [Manhunt 2] apresentará, de acordo com sites de videogames, decapitações com machados, golpes com tacos de beisebol, atolamento de seringas nos globos oculares, corte dos testículos dos oponentes e mortes ambientais" [sic] "nas quais objetos comuns em o campo de visão, como cordas elétricas para estrangular as vítimas [sic] Um site da indústria de videogames está se referindo ao Manhunt 2 como um "simulador de assassinato verdadeiro" quando jogado no Wii. Um querido amigo meu trabalhou para a Wendy's e com Dave Thomas de perto por anos.De que eu sei que Dave Thomas nunca teria tolerado o uso do bom nome de Wendy para promover o Nintendo Wii, não com este jogo disponível na plataforma Wii". Wendy's não respondeu a Thompson, e continuou com a promoção do Wii.
Em seu envolvimento final com o jogo, em 12 de maio, Thompson enviou uma carta ao Procurador Geral da Flórida, Bill McCollum, e ao governador da Flórida, Charlie Crist, que leram, em parte: "Os varejistas da Flórida devem vender um videogame muito violento chamado Manhunt 2." estar disponível, notavelmente, para "brincar" na plataforma de jogos Nintendo Wii para crianças. O dispositivo Wii não utiliza controladores tradicionais de jogos de botão, mas utiliza dispositivos portáteis de captura de movimento [...] É um dispositivo de treinamento. "Isso levou McCollum a investigar a situação. Em uma entrevista de 6 de junho na Fox News, McCollum subsequentemente expressou preocupações sobre como o Manhunt 2 utilizou o Wii Remote de uma maneira interativa; por exemplo, a fim de esfaquear alguém, o jogador teria que apertar o controle remoto para a frente, da mesma maneira que se faria ao golpear com uma faca; ao cortar a garganta de alguém, o jogador teria que mover o controle remoto da esquerda para a direita. A natureza imersiva da versão do Wii se tornaria um dos aspectos mais controversos do jogo.

### Status legais

#### Austrália
Manhunt foi "recusado classificação" em 28 de setembro de 2004 pelo Conselho de Revisão de classificação, apesar do fato de que ele já estava à venda há quase um ano na época, tendo anteriormente recebido uma classificação de 15 anos.
Manhunt 2 nunca foi submetido a classificação para o OFLC.

#### Canadá
Após uma reunião em Toronto em 22 de dezembro de 2003 entre Bill Hastings, o chefe censurador da Nova Zelândia e funcionários do Ministério do Consumidor e Serviços Comerciais de Ontário, Manhunt se tornou o primeiro jogo de computador em Ontário a ser classificado como um filme e restrito a adultos em 3 de fevereiro de 2004. O British Columbia Film Classification Office revisou o jogo após a controvérsia em Ontário e considerou a classificação Mature pelo ESRB como apropriada.

#### Alemanha
Em 19 de julho de 2004, o Amtsgericht de Munique confiscou todas as versões do Manhunt por violação do § 131 StGB ("representação da violência"). De acordo com a corte, o jogo retrata a matança de humanos como divertida, e quanto mais violenta, mais divertida é a matança. Eles também disseram que glorificava o vigilantismo, que eles consideravam pernicioso por si só.

#### Irlanda
Manhunt foi lançado na Irlanda com uma classificação IFCO de 18 anos.
Após a recusa da BBFC em classificar o Manhunt 2, o IFO seguiu o exemplo, recusando-se a classificar o jogo, tornando ilegal vendê-lo. Sua declaração dizia, em parte; "A ordem de proibição foi feita pela IFCO em relação ao videogame Manhunt 2. A ordem foi feita em 18 de junho de 2007 sob Seção 7 (1) (b) da Video Recordings Act 1989, que se refere a" atos de violência grosseira ou crueldade (incluindo mutilação e tortura). "IFCO reconhece que em certos filmes, DVDs e videogames, a forte violência gráfica pode ser um elemento justificável dentro do contexto geral do trabalho. No entanto, no caso do Manhunt 2, a IFCO acredita que não existe tal contexto, e o nível de violência grosseira, implacável e gratuita é inaceitável". Manhunt 2 foi o primeiro jogo de computador a ser banido na Irlanda. Uma pesquisa de 1000 pessoas realizada pela IFCO mostrou que 80% dos entrevistados concordaram com a proibição.

#### Itália
Manhunt foi lançado na Itália com um certificado de 18+ pela PEGI.
Em 2007, o ministro das Comunicações da Itália, Paolo Gentiloni, descreveu Manhunt 2 como "cruel e sádico, com um ambiente miserável e um encorajamento contínuo e insistente à violência e ao assassinato". O jogo foi posteriormente banido.

#### Países Baixos
Apesar de um pedido do parlamento para que o Ministério da Segurança e Justiça interviesse na divulgação do jogo, o Manhunt 2 foi sancionado para ser libertado sem cortes na Holanda, já que não havia nenhum mecanismo legal para bloquear a sua venda. A Rockstar finalmente lançou a versão censurada que foi lançada nos mercados dos EUA e do Reino Unido, como 18+ pela certificação da PEGI.

#### Nova Zelândia
O primeiro jogo foi banido na Nova Zelândia em 11 de dezembro de 2003, com a posse considerada ofensiva. Bill Hastings, o Chefe de Censura, afirmou que "é um jogo onde a única coisa que você faz é matar todos que você vê [...] Você tem que pelo menos concordar com esses assassinatos e possivelmente tolerar, ou até mesmo se mover para desfrutar deles, o que é prejudicial ao bem público."
Manhunt 2 também foi banido; "O jogo de computador Manhunt 2 foi [...] classificado como questionável devido à maneira como ele descreve e trata de questões de sexo, horror, crueldade e violência. Essa classificação significa que é ilegal importar, vender, fornecer ou possua este jogo na Nova Zelândia"

#### Noruega
Manhunt 2 foi liberado para ser lançado sem cortes na Noruega, mas a Rockstar lançou a versão 18+ na versão censurada ela PEGI. 

#### Reino Unido
Manhunt recebeu um certificado BBFC 18, legalmente proibindo sua venda para qualquer pessoa com idade inferior a essa idade.
Em 19 de junho de 2007, o Manhunt 2 foi recusado pela BBFC, o que significa que era ilegal vender o jogo em qualquer lugar do Reino Unido. David Cooke, diretor do BBFC, emitiu uma declaração, que dizia, em parte.

"Rejeitar um trabalho é uma ação muito séria e que não tomamos de ânimo leve. Sempre que possível, tentamos considerar cortes ou, no caso de jogos, modificações que removem o material que viola as Diretrizes publicadas pelo Conselho. No caso do Manhunt 2 isso não foi possível. O Manhunt 2 é diferenciado dos videogames recentes de alto nível por sua inabalável frieza e insensibilidade de tom num contexto geral de jogo que constantemente encoraja mortes viscerais com excepcionalmente pouco alívio ou distanciamento. Há um sadismo casual contínuo e cumulativo na forma como esses assassinatos são cometidos e encorajados no jogo. Embora a diferença não deva ser exagerada, o fato do foco incansável do jogo em perseguir e matar brutal e a falta de prazeres alternativos em oferta para o jogador, juntamente com o contexto narrativo geral, contribuem para diferenciar essa submissão do jogo original de Manhunt. Esse trabalho foi classificado como 18 anos em 2003, antes que a recente pesquisa de jogos da BBFC tivesse sido realizada, mas já estava no topo do que a Diretoria julgou ser aceitável naquela categoria. Com esse pano de fundo, a visão cuidadosamente considerada pela Diretoria é que emitir um certificado para o Manhunt 2, em qualquer uma das plataformas, envolveria uma série de riscos de danos injustificáveis, tanto para adultos como para menores, dentro dos termos da Lei de Gravações em Vídeo. sua disponibilidade, mesmo se confinada estatutariamente a adultos, seria inaceitável para o público".

À luz da decisão do BBFC (juntamente com a decisão do ESRB de classificar o jogo AO/Adults Only nos EUA), a Rockstar decidiu censurar o jogo. A alteração primária foi a adição de um efeito de desfoque sobre as execuções; durante uma execução, a tela fica vermelha e pisca em preto e branco, dificultando a visualização do que está acontecendo. Outra alteração foi a remoção de personagens inocentes de certos níveis. Originalmente, o jogo foi estruturado de tal forma que o jogador tinha a opção de matar ou não esses personagens. Se não o fizessem, recebiam o "final bom", se o fizessem, recebiam o "final ruim". A Rockstar também removeu o sistema de classificação. Originalmente, o jogo tinha um sistema de classificação semelhante ao primeiro jogo, onde o jogador era classificado com base na velocidade e gravidade dos tipos de execução. Para atingir uma classificação máxima, era preciso executar um número definido de execuções horríveis em cada nível. Este sistema de classificação foi completamente removido da versão editada.
Em 8 de outubro, a BBFC mais uma vez se recusou a classificar o jogo. David Cooke afirmou: "Reconhecemos que o distribuidor fez alterações no jogo, mas não consideramos que isso vá longe o suficiente para abordar nossas preocupações sobre a versão original. O impacto das revisões sobre a desolação e insensibilidade do tom, ou sobre o natureza essencial da jogabilidade, é claramente insuficiente. Tem havido uma redução no detalhe visual em alguns dos 'execução de matar', mas em outros, eles mantêm a sua natureza original visceral e casualmente sádico. Fizemos sugestões para novas alterações para o jogo, mas o distribuidor optou por não fazê-los, e como resultado, temos rejeitado o jogo em ambas as plataformas".
Em 26 de novembro, a Rockstar recorreu da segunda decisão da BBFC para não avaliar o jogo. Em 10 de dezembro, o Comitê de Apelação de Vídeo anulou o BBFC por quatro votos a três. No entanto, em 17 de dezembro, a BBFC contestou a decisão do VAC no Royal Courts of Justice, alegando que o VAC tinha anulado-los com base em uma "má interpretação da lei", conforme previsto no Video Recordings Act. Esse desafio superou a decisão do VAC de que o jogo poderia ser classificado e suspendeu qualquer possibilidade de que ele fosse colocado à venda. Em 24 de janeiro de 2008, o BBFC ganhou o caso na Suprema Corte e o juiz ordenou que os mesmos sete membros do painel do VAC revissem suas descobertas, e qualquer decisão que eles chegassem pela segunda vez seria válida. O VAC fez isso, mas em 14 de março, eles retornaram com o mesmo resultado da primeira vez - quatro votos a três a favor da classificação do jogo. O jogo foi finalmente lançado na PS2, PSP e Wii em 31 de outubro de 2008 com uma censura de 18 anos.

#### Estados Unidos
Manhunt foi lançado com uma classificação M nos Estados Unidos para relativamente pouca controvérsia.
Em 19 de junho de 2007, no mesmo dia em que o BBFC se recusou a classificar o Manhunt 2 no Reino Unido, o ESRB emitiu o jogo com uma classificação AO/Adults Only. O impacto inicial dessa decisão foi que grandes redes varejistas, como Walmart e Target, não estocariam o título. No entanto, no dia seguinte, 20 de junho, a Sony e a Nintendo emitiram declarações dizendo que não permitem títulos AO/Adults Only em suas plataformas, o que efetivamente significa que o jogo foi banido nos EUA.
Em agosto, a Rockstar enviou a versão reeditada para o ESRB, que lhe concedeu uma classificação M em 24 de agosto. Mais tarde naquele dia, a Campanha por uma Infância Livre de Comerciais e o senador estadual da Califórnia, Leland Yee, pediram uma investigação federal sobre como o jogo teve sua classificação rebaixada. Em 29 de agosto, a Presidente da ESRB, Patricia Vance, declarou que o ESRB não tinha intenção de revelar como chegou a decisão de rebaixar o rating.
Manhunt 2 foi lançado para PSP, PS2 e Wii nos EUA em 31 de outubro, com uma classificação M. No dia seguinte, 1 de novembro, um método que removeu o efeito de borrão nas versões PSP e PS2 foi lançado por um grupo de crackers de PSP.  Leland Yee e o Parents Television Council exigiram que o Manhunt 2 fosse reclassificado AO/Adults Only, mas depois de examinar da situação, o ESRB concluiu que não era culpa da Rockstar que estes hacks pudessem ser usados e decidiram ficar com a classificação M. Apesar da declaração da ESRB, no entanto, em 6 de novembro, a Target removeu o Manhunt 2 de suas prateleiras. Em 22 de novembro, os senadores Joe Lieberman, Sam Brownback, Evan Bayh e Hillary Clinton escreveram uma carta aberta ao ESRB pedindo que o jogo fosse reclassificado como AO/Adults Only; "perguntamos se é hora de revisar a robustez, a confiabilidade e a repetibilidade do seu processo de classificação, particularmente para esse gênero de videogames 'ultraviolentos' e os avanços nos controladores de jogos. Temos insistentemente solicitado que os pais prestem atenção ao Sistema de classificação ESRB Devemos garantir que os pais possam confiar na consistência e precisão dessas avaliações. " O ESRB novamente se recusou a reavaliar o jogo, e ficou com a classificação M.
Em 31 de outubro de 2009, a Rockstar começou a receber pré-pedidos para uma porta de PC da versão original não editada do jogo através do Direct2Drive. Foi lançado nos EUA em 6 de novembro de 2009 com uma classificação AO/Adults Only. No entanto, o jogo foi removido do serviço depois que o Direct2Drive foi comprado pela GameFly, devido à política da GameFly de não ter jogos com classificação AO/Adults Only.